# 吉姆·摩蘭
吉姆·摩蘭（英語：Jim Moran；1945年5月16日—）是美国的一位政治人物，在1991年至2015年期間，他是弗吉尼亚州第8選舉區選出的聯邦眾議員。他的黨籍是民主黨。他在1985年至1990年擔任亞歷山卓市長。2015年，他宣布他不會尋求連任。